# Rosenkranz-Basilika (Orani)

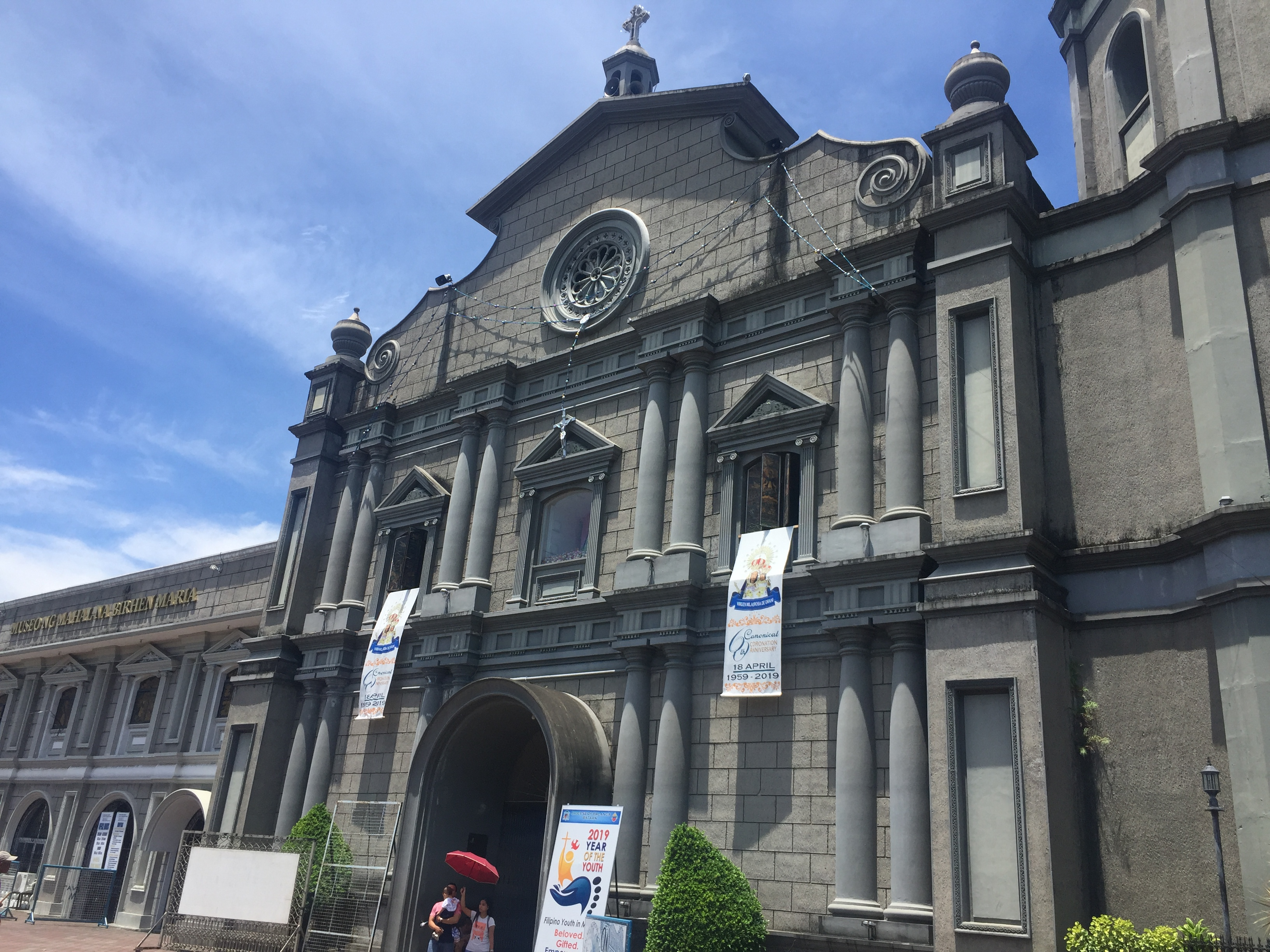
Fassade der Basilika

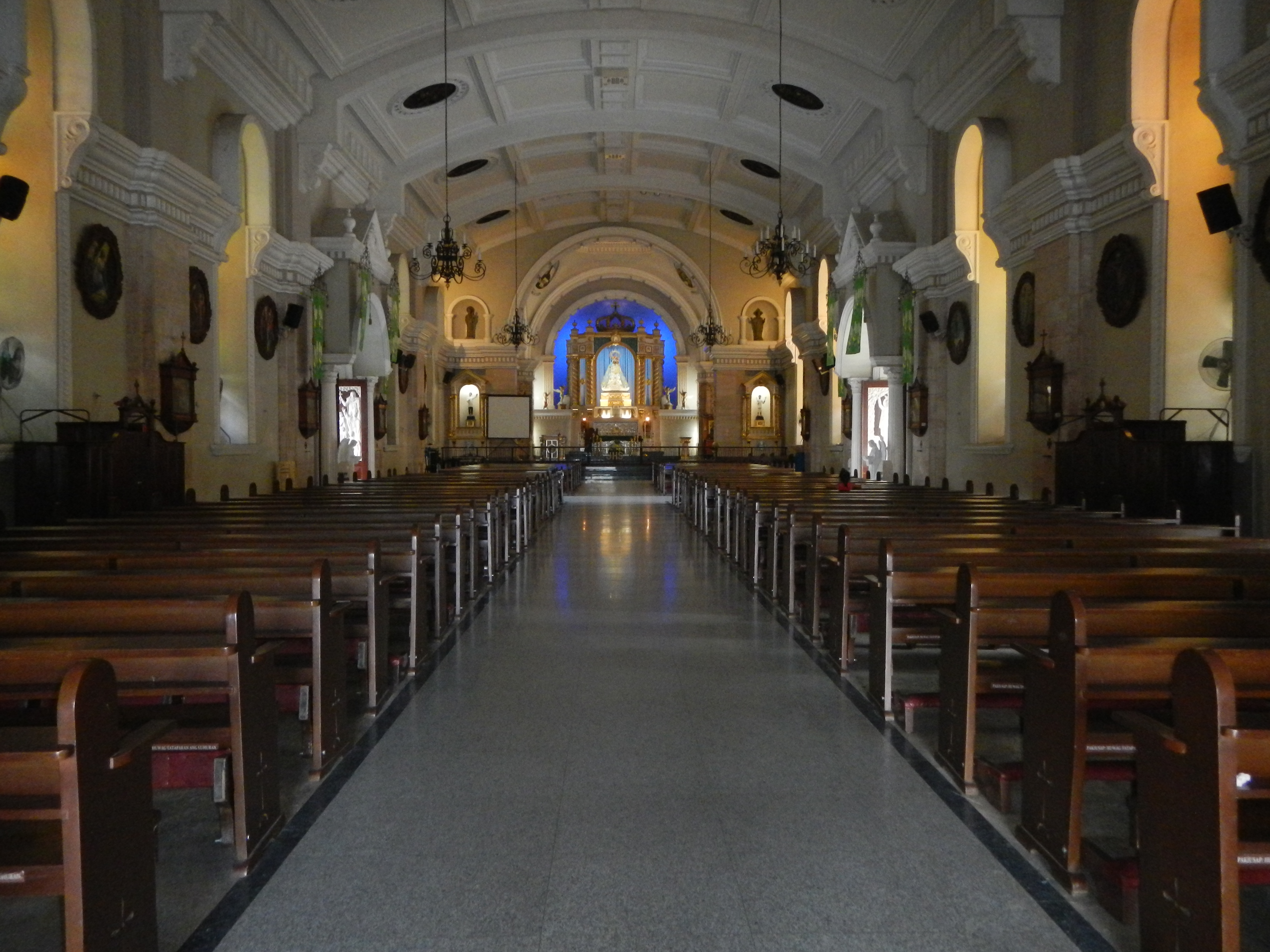
Kirchenschiff

Die Basilika Unserer Lieben Frau vom Allerheiligsten Rosenkranz von Orani (englisch Basilica of Our Lady of the Most Holy Rosary) ist eine römisch-katholische Kirche in der philippinischen Stadt Orani. In der Wallfahrtskirche des Bistums Balanga wird die Statue Unserer Lieben Frau von Orani verehrt. Die Kirche wurde Ende des 18. Jahrhunderts im klassizistischen Stil errichtet.

## Geschichte
Die Pfarrei wurde 1714 als Mission der Dominikaner geschaffen und erhielt ein Marienbildnis für ihre zunächst einfache Kapelle. An Stelle einer Holz-Bambus-Kapelle errichteten die Dominikaner 1792 eine feste Kirche mit einem Kloster, die Kirche erhielt das Patrozinium des Rosenkranzes. Nach Umbauten 1836 kam es durch das Erdbeben von 1852 zu schweren Schäden, die durch einen Brand 1870 verschlimmert wurden, woraufhin bis 1891 Wiederaufbauarbeiten stattfanden. 1938 folgte nach einem Erdbeben erneut ein schwerer Brand.

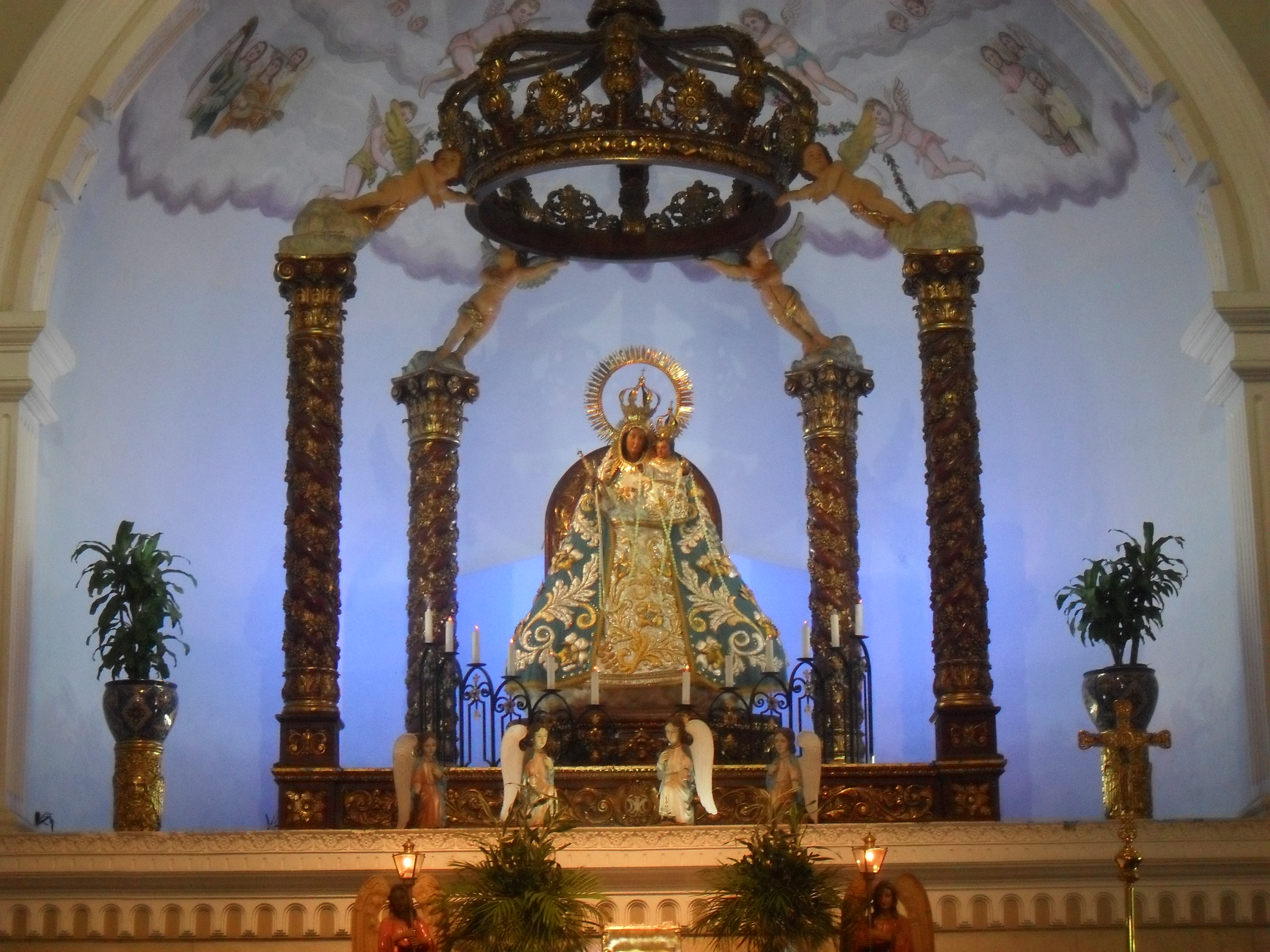
Unsere Liebe Frau von Orani

Die Jungfrau von Orani wurde 1959 kanonisch gekrönt, 1986 wurde die Kirche Diözesanheiligtum. Die Kirche wurde wiederholt instand gesetzt, bei der umfangreichen Renovierung von 1987 bis 1992 wurde die Decke angehoben und moderne Buntglasfenster wurden eingesetzt. 2012 erhielt die Kirche einen neuen Altar. Papst Franziskus erhob die Kirche 2019 in den Rang einer Basilica minor.